# Пол, Эндрю
Эндрю Пол (англ. Andrew Paul) — австралийский биатлонист, участник Олимпийских игр 1984 и 1988 годов.

## Карьера
Представлял сборную Австралии по биатлону с 1978 года, когда она дебютировала на международных соревнованиях на чемпионате мира, по 1991 год. Единственный в истории австралийский биатлонист, участвовавший в 9 чемпионатах мира и 2 Олимпиадах. Лучшим результатом на чемпионатах мира стало 54-е место, занятое в спринте на чемпионате 1983 года в итальянском Антхольце.
Эндрю Пол является первым австралийским биатлонистом в истории Олимпийских игр. В 1984 году в Сараево в индивидуальной гонке он занял 47-е место, в спринте 50-е. На Олимпийских играх в Калгари в 1988 году в индивидуальной гонке финишировал 57-м, а в спринте стал 62-м.
Его жена Сандра также представляла Австралию на зимних Олимпийских играх в 1992 и 1994 годах.

### Участие в Чемпионатах мира
| Год  | Место проведения | Инд | Спр | Ком | Эст |
| 1978 | ЧМ Хохфильцен    | —   | —   | х   | 20  |
| 1981 | ЧМ Лахти         | —   | —   | х   | 20  |
| 1982 | ЧМ Минск         | 59  | 56  | х   | 17  |
| 1983 | ЧМ Антхольц      | 65  | 54  | х   | —   |
| 1985 | ЧМ Рупольдинг    | 58  | 65  | х   | —   |
| 1986 | ЧМ Хольменколлен | 65  | 72  | х   | 18  |
| 1987 | ЧМ Лейк-Плэсид   | 57  | 55  | х   | —   |
| 1990 | ЧМ Минск         | 76  | —   | —   | —   |
| 1991 | ЧМ Лахти         | 62  | 70  | —   | —   |

### Участие в Олимпийских играх
| Год  | Место проведения | Инд | Спр | Эст |
| 1984 | Сараево          | 47  | 50  | —   |
| 1988 | Калгари          | 57  | 62  | —   |